# Droit commercial
Le droit commercial est une partie du droit privé et spécifiquement du droit des affaires, régissant l'exercice de la profession de commerçant et définissant le régime juridique applicable aux actes de commerce.

## Par pays

### Canada

#### Québec
Au Québec, les sources du droit commercial sont dans le Code civil du Québec et dans des lois particulières comme la Loi canadienne sur les sociétés par actions (LCSA), la Loi sur les sociétés par actions (LSAQ) du Québec, la Loi sur la protection du consommateur et la Loi sur les valeurs mobilières. Le contrat, les usages et l'équité sont également des sources de droit commercial.
Depuis l'abrogation du Code civil du Bas-Canada en 1994, la plupart des auteurs de doctrine utilisent le terme « droit de l'entreprise » ou « droit des affaires » plutôt que droit commercial, puisque le Code civil du Québec a remplacé la théorie de la commercialité de l'ancien code civil par la théorie de l'entreprise. Cela signifie qu'en droit des affaires québécois contemporain, le critère d'analyse ne repose plus sur les actes de commerce, il repose désormais sur la notion d'activité de l'entreprise (art. 1525 al. 3 C.c.Q.).

#### Autres provinces
Dans les provinces de common law du Canada (toutes les provinces sauf le Québec), le droit commercial repose sur les règles de common law et sur des lois particulières comme la Loi canadienne sur les sociétés par actions et la Loi sur les sûretés relatives aux biens personnels (en anglais : Personal Property Security Act).

### États-Unis
Aux États-Unis, le droit commercial repose en grande partie sur les dispositions de l'Uniform Commercial Code et sur les règles de common law.

### France
Le droit commercial est codifié dans le Code de commerce et est influencé par d'autres sources.

#### Objet
L'article L. 121-1 du code de commerce français dispose « Sont commerçants ceux qui exercent des actes de commerce et en font leur profession habituelle ». Le critère d'habitude a été retenu par la morale dont l'activité était de nature civile, en ces termes : « Attendu qu'une personne morale, même si elle est de statut civil, peut être tenue pour commerçante dans l'exercice d'une activité habituelle consistant en la pratique répétée d'actes de commerce » semble privilégier la conception objective en définissant le commerçant comme celui qui accomplit des actes de commerce.

#### Évolution
Le droit commercial remonte au Code de Hammurabi, vers 1750 av. J.-C., dans l'Antiquité,. Il prend de l'importance dans le droit romain qui est marqué par le corporatisme. Le Moyen Âge est marqué par les foires qui regroupaient les commerçants de plusieurs villes et qui ont favorisé l'émergence de règles et la création de juridictions spécialisées.

### Suisse
En Suisse, les règles du droit commercial se trouvent essentiellement dans le Code des obligations.